# 스테파노이카과
스테파노이카과(Stephanoecidae)는 동정편모충강에 속하는 과이다. 5속 17종을 포함하고 있다.

## 하위 속
- Acanthocorbis - 9종
- Apheloecion - 3종
- Bicosta - 3종
- Calotheca - 유일종 D. alata
- Didymoeca - 유일종 D. costata